# Ko Ya Wa Bong Ko
Ko Ya Wa Bong Ko – tajska wyspa leżąca na Morzu Andamańskim. Administracyjnie położona jest w prowincji Krabi. Najwyższe wzniesienie wynosi w przybliżeniu 7 m n.p.m. Wyspa jest niezamieszkana.
Leży w odległości około 1,6–1,7 km na zachód od wyspy Ko Po Da Nok, około 2,8–2,9 km na południowy zachód od Ko Po Da Nai, około 600 m na południowy wschód od Ko Mae Urai oraz około 650 m na północny zachód od Ko Ya Wa Bon.